# احصون (یمن)
 أَحصون  دهستان بزرگی از توابع استان صَنعاء در کشور یمن و در شبه جزیره عربستان واقع می‌باشد. این روستا درناحیهٔ المواسط و در قصبهٔ (الحُجریة) واقع شده‌است.

## جمعیت
دارای ۹۰۵ خانوار و ۱۰۰۹ نفر جمعیت می‌باشد. ساکنان این دهستان از پیروان مذهب مالکی و از پیروان امام مالک ابن انس می‌باشند.

## منبع
- المقحفی، ابراهیم، احمد ، (مُعجَم المُدُن وَالقَبائِل الیَمَنِیَة) ، منشورات دار الحکمة، صنعاء، چاپ پنجم، وانتشار سال ۱۹۸۵ میلادی به (عربی).